# Список умерших в 1375 году

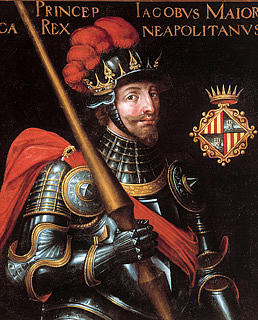
Хайме IV

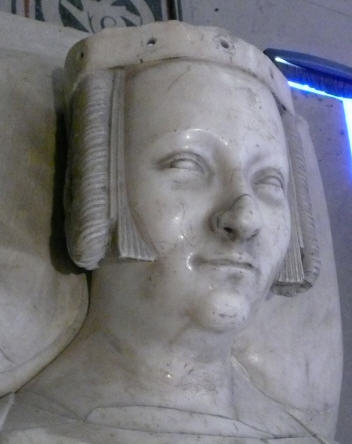
Мария де ла Серда и де Лара

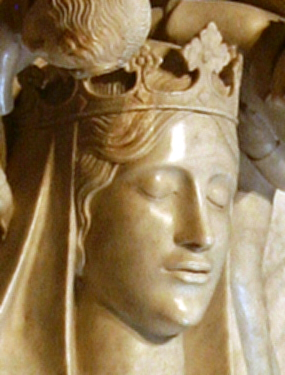
Элеонора Сицилийская

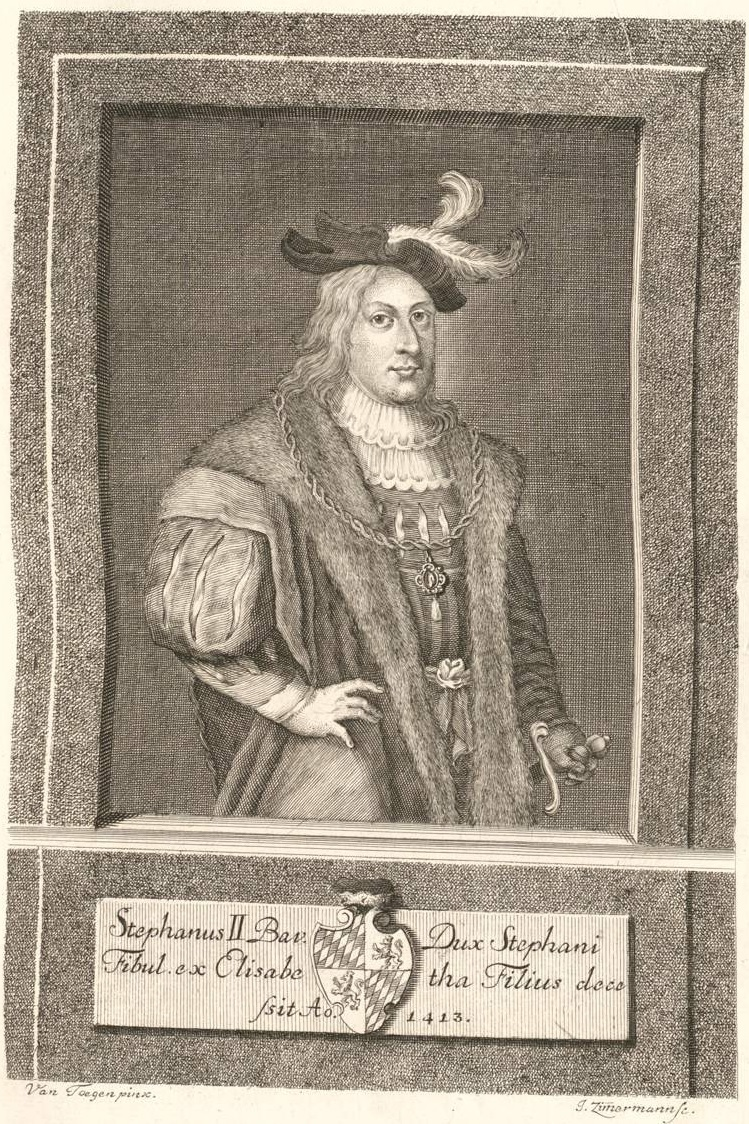
Стефан II

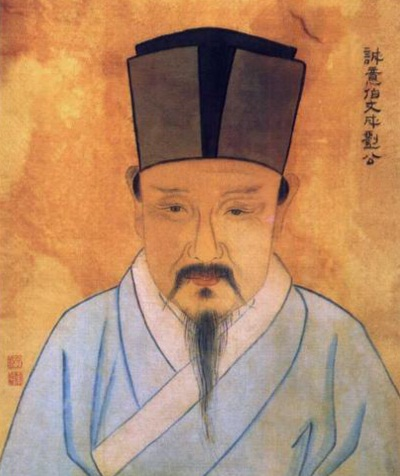
Лю Цзи

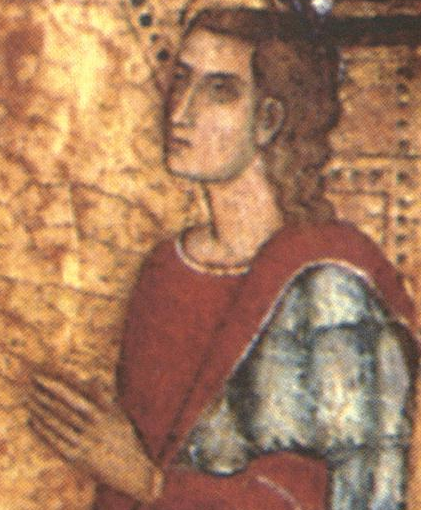
Мариано IV

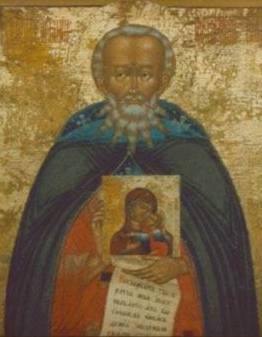
Авраамий Галичский

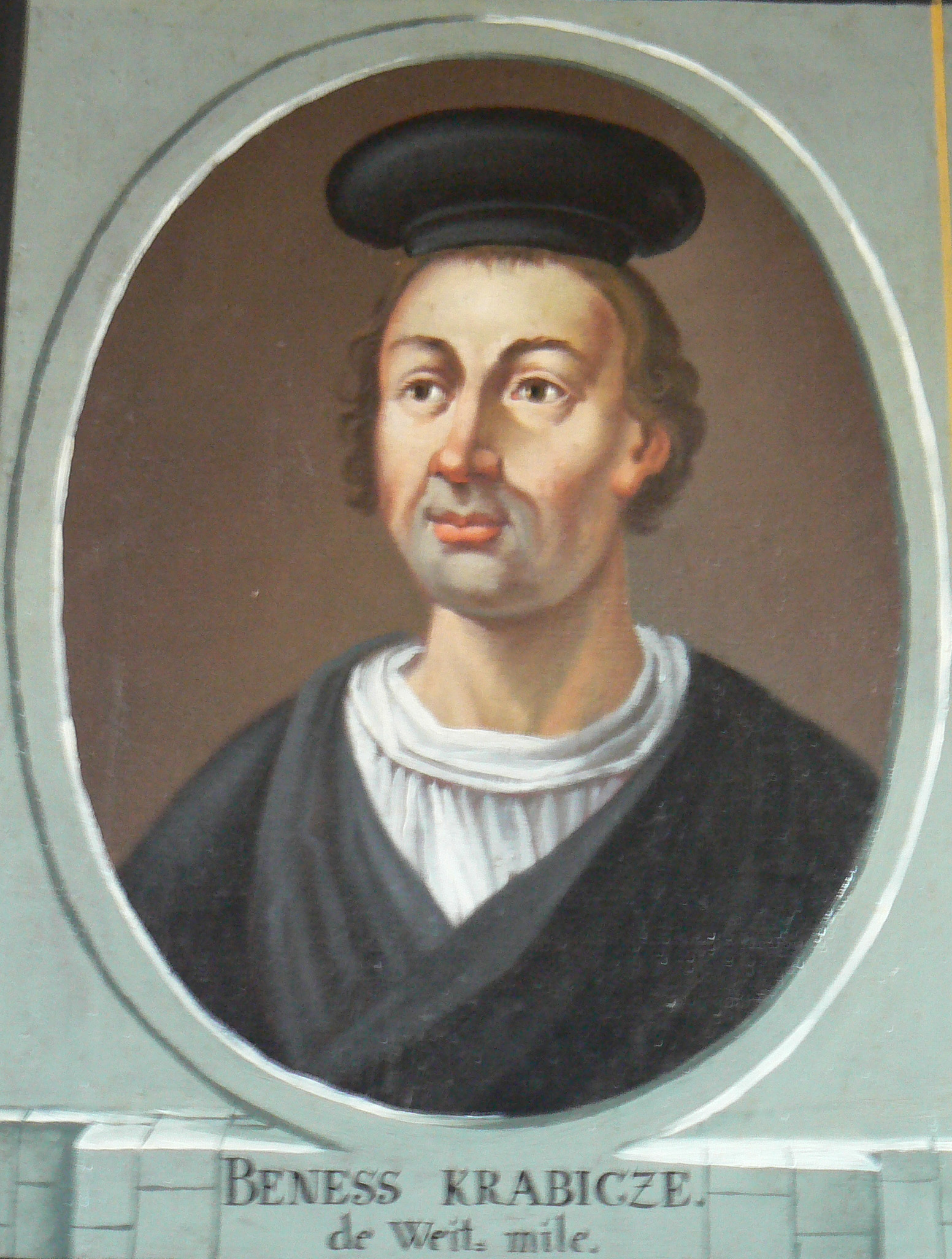
Бенеш Крабице

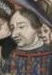
Филипп де Валуа

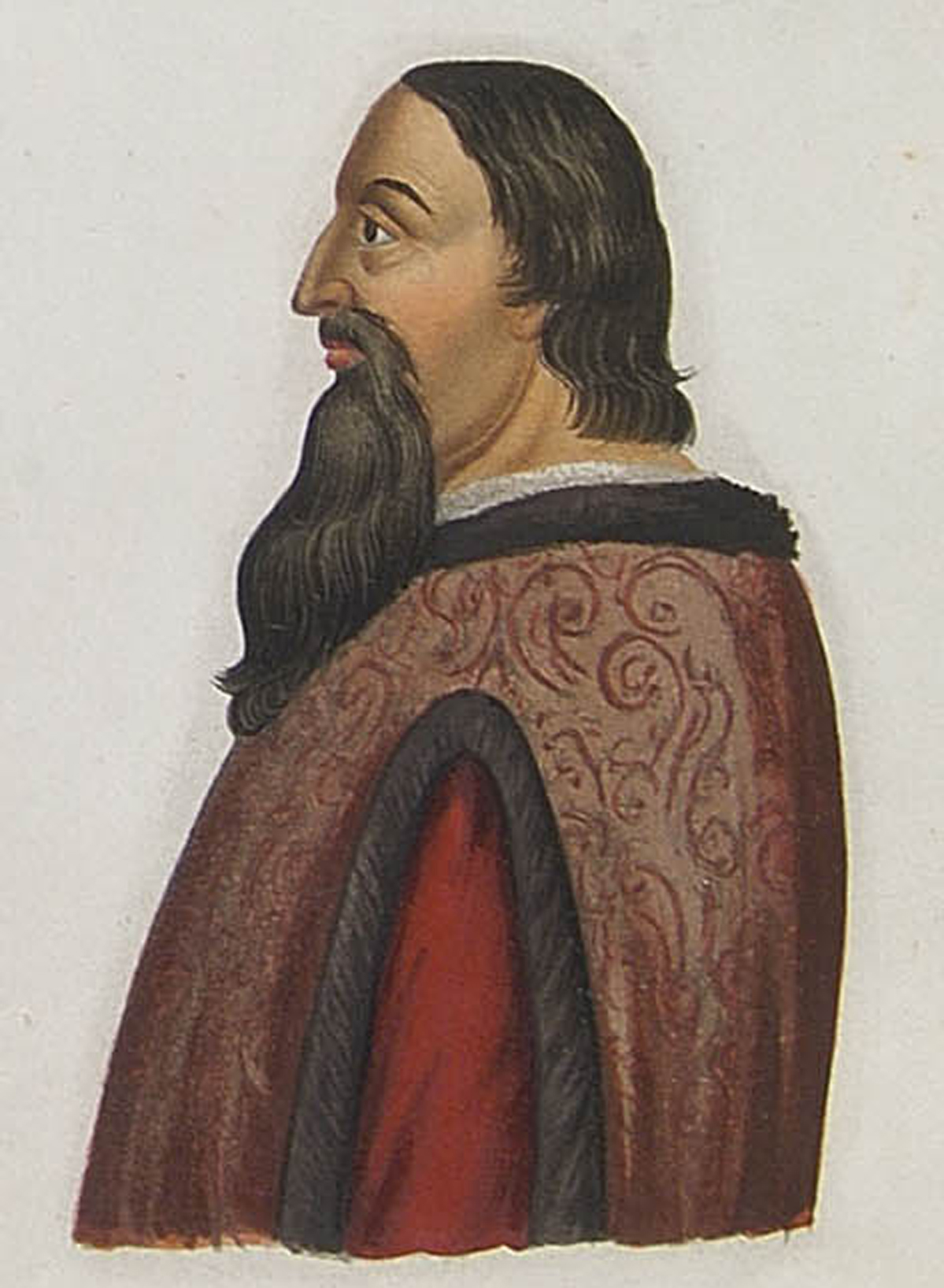
Кансиньорио делла Скала

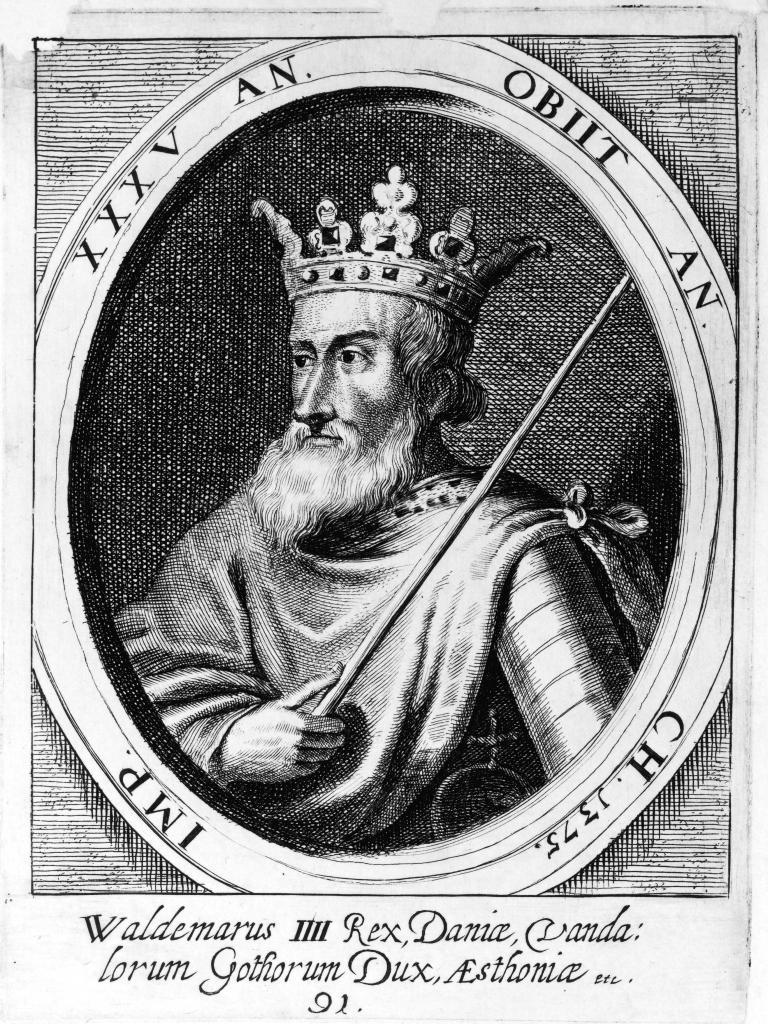
Вальдемар IV Аттердаг

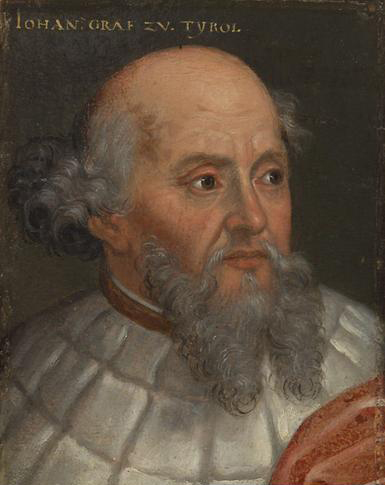
Иоганн Генрих

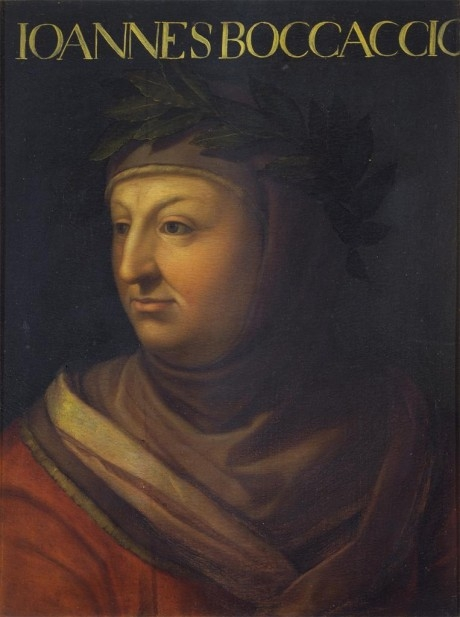
Джованни Боккаччо

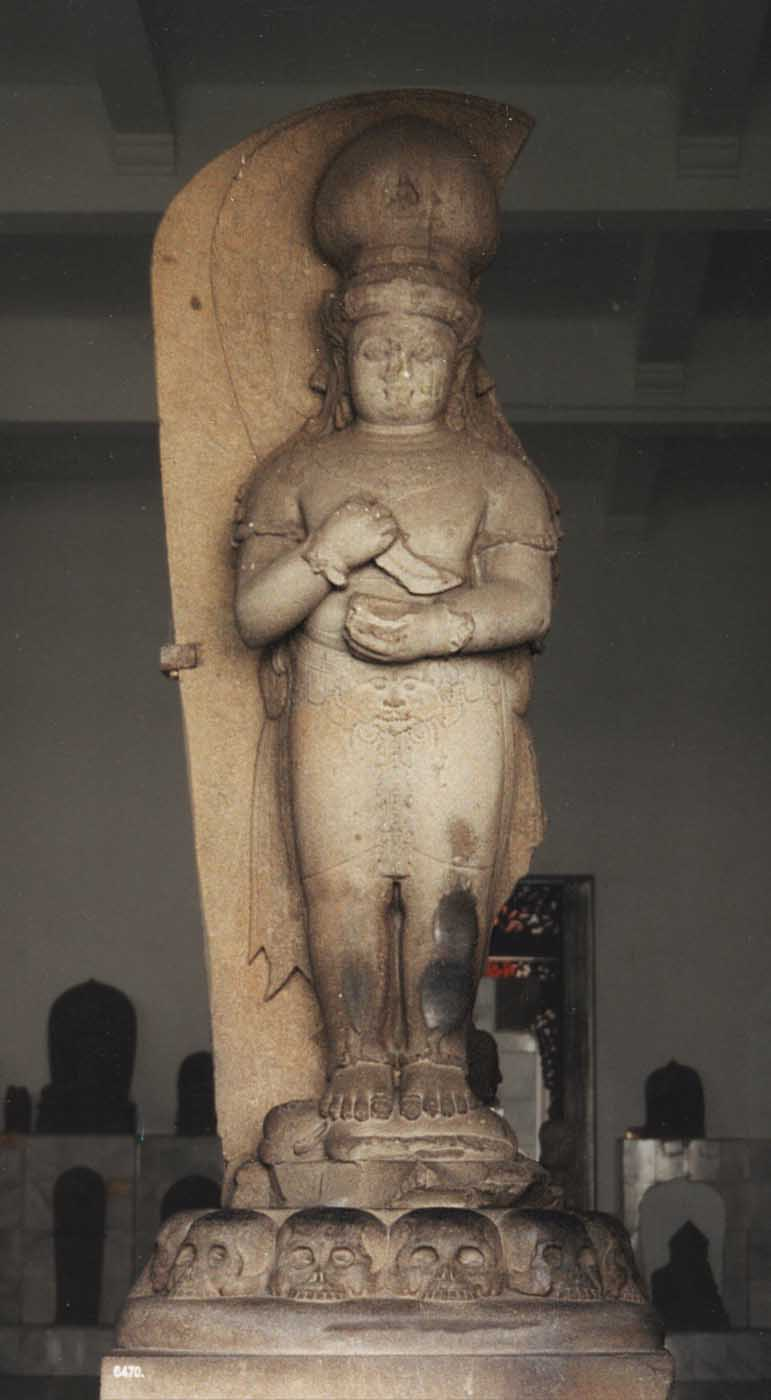
Адитьяварман

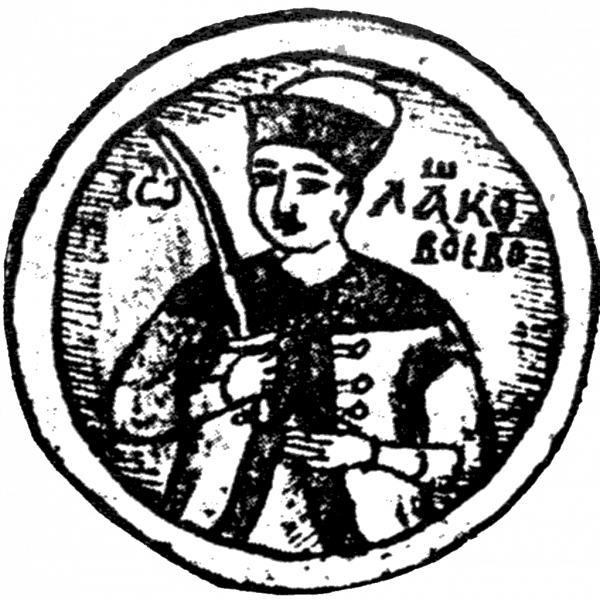
Лацко

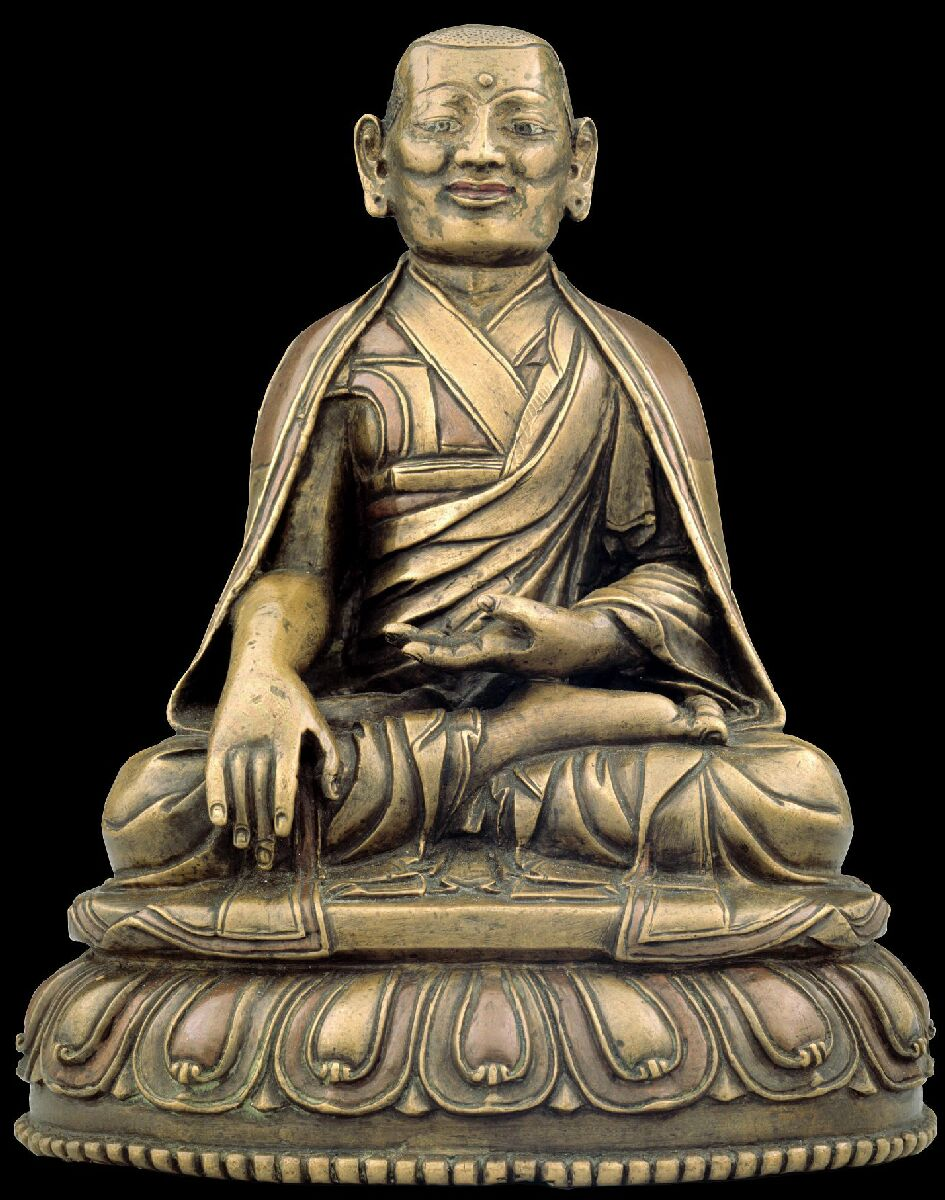
Сакьяпа Сонам Гьялцен

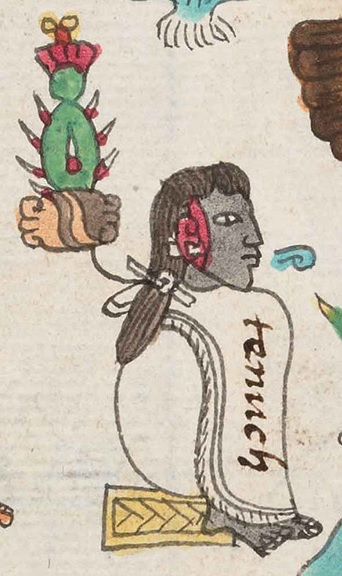
Теноч

В этой статье представлен список известных людей, умерших в 1375 году.
См. также: Категория:Умершие в 1375 году

## Январь
- 20 января — Хайме IV (37) — претендент на престол, титулярный король Мальорки и князь Ахеи (1349—1375).
- 23 января — Антония дель Бальцо — дочь Франциска I, герцога Андрии, королева-консорт Сицилии (1373—1375), герцогиня Афин и Неопатрии, жена Федериго III Простого
- 24 января — Жан д’Aнжерон[фр.] — епископ Шартра (1360—1368), епископ Бове (1368—1375)

## Февраль
- 9 февраля — Чуган Энгецу[англ.] — японский поэт (на китайском языке)

## Март
- 3 марта — Бернар де Кастелнау[фр.] — епископ Сен-Папуля (1370—1375)
- 4 марта — Аймон де Коссонай[нем.] — епископ Лозанны (1355—1375)
- 13 марта — Мария де ла Серда и де Лара[англ.] — графиня-консорт д’Этамп (1335—1336), как жена Карла д’Этампа, графиня-консорт Алансонская (1336—1346), как жена Карла II Алансонского
- 26 марта — Петер фон Оппелн[нем.] — епископ Лебуса (1366—1375), Канцлер Бранденбурга (1374—1375)

## Апрель
- 16 апреля — Джон Гастингс (27) — 2/12-й граф Пембрук, 4/5-й барон Гастингс и 19-й барон Абергавенни (1348—1374), английский военачальник.
- 20 апреля — Элеонора Сицилийская — дочь короля Сицилии Педро II, королева-консорт Арагона, третья жена короля Арагона Педро IV
- 21 апреля — Елизавета Мейсенская (45) — дочь маркграфа Мейсена Фридриха II, бургграфиня-консорт Нюрнберга (1356—1375), жена Фридриха V.
- 29 апреля — Савва IV[англ.] — Сербский патриарх (1354—1375)

## Май
- 4 мая — Жан V де Дампьер Сен-Дизье[фр.] — епископ Вердена (1371—1375)
- 5 мая — Иоанн Хильдесхаймский — католический теолог
- 13 мая — Стефан II — герцог Баварии (1347—1349) (совместно с братьями), герцог Нижней Баварии (1349—1353) (совместно с братьями), первый герцог Баварско-Ландсхутский (1353—1375), герцог Верхней Баварии (1363)
- 16 мая — Лю Цзи (63) — китайский военный стратег, чиновник, государственный деятель и поэт конца периода Юань и начала периода династии Мин.
- 26 мая — Конрад II фон Кирхберг-Валлхаузен[нем.] — епископ Майсена (1370—1375)
- Мариано IV — судья Арбореи (1347—1374); чума

## Июнь
- 4 июня — Джон де Грей, английский аристократ, 2-й барон Грей из Ротерфилда (1359—1375).
- Раймон де Салг[итал.] — епископ Элне (1357—1361), архиепископ Амбрёна (1361—1364), епископ-администратор Ажена (1364—1375), латинский патриарх Антиохии (1364—1375)

## Июль
- 5 июля — Карл III (38) — граф Алансона и Перша (1346—1361), архиепископ Лиона (1365—1375).
- 20 июля — Авраамий Галичский — святой Русской Церкви, ученик Сергия Радонежского. Почитается в лике преподобных
- 27 июля — Бенеш Крабице — чешский хронист.
- 30 июля— Бомпар Виржиль[фр.] — епископ Юзеса (1366—1371), епископ Манда (1371—1375)

## Август
- 3 августа — Джон ле Стрейндж, английский аристократ, 5-й барон Стрейндж из Блэкмера (1361—1375).
- 5 августа — Раймонд де Бо де Куртезон  — государственный деятель и военачальник Сицилийского королевства, граф Солето (1315—1375)
- 8 августа — Гишар Тавелли[фр.] — епископ Сиона (1342—1375)
- 10 августа — Жан Брак[фр.] — епископ Труа (1370—1375)
- 14 августа или 16 августа — Элизабет де Вер[англ.] — дочь Джона де Вера, 7-го графа Оксфорд; 1-й муж — сэр Хью Куртене (1327—1348), старший сын Хью Куртене, 10-го графа Девона, 2-й муж — сэр Джон Моубрей (1310—1361), 3-й барон Моубрей, 2-й муж — сэр Уильям Косинтон
- 17 августа или 18 августа — Ральф Дакр — 3-й барон Дакр (1361—1375); убит.
- Генрих — герцог Шлезвига (1364—1374). Последний представитель династии, основателем которой был Абель Датский.

## Сентябрь
- 1 сентября — Филипп де Валуа (39) — четвёртый сын короля Франции Филиппа VI Валуа, первый герцог Орлеанский (1344—1375).
- 2 сентября — Маргарет де Перси[нем.] — дочь Генри де Перси, 2-го барона Перси 1-й муж: с 20 января 1340 (разрешение) Роберт де Умфравиль (ум. до 25 мая 1368) ; 2-й муж: ранее 25 мая 1368 Уильям (III) де Феррерс (28 февраля 1333 — 7 января 1371), 3-й барон Феррерс из Гроуби с 1343
- 4 сентября — Роберт Уайвил[англ.] — лорд-хранитель Малой печати (1326—1327), епископ Солсбери (1330—1375)
- 11 сентября — Фридрих II фон Бюлов[нем.] — епископ Шверина (1366—1375).
- 24 сентября — Николас де Лувен[англ.] — английский крупный землевладелец, занимавший ряд высоких постов на службе у короля Эдуарда III.
- 25 сентября — Станислав Совка из Гульчева[англ.] — епископ Плоцка (1367—1375)

## Октябрь
- 7 октября или 8 октября — Аджлан ибн Румайтах[англ.] — шериф Мекки (1344—1372 с перерывами)
- 12 октября — Луи Тезар[фр.] — епископ Байё (1360—1373), архиепископ Реймса (1373—1375)
- 18 октября — Питер Лейси[англ.] — лорд-хранитель Малой печати Англии (1367—1371)
- 18 октября или 19 октября — Кансиньорио делла Скала (35) — представитель дома Скалигеров, правитель Вероны и Виченцы (1359—1375).
- 24 октября — Вальдемар IV Аттердаг — король Дании (1340—1374), последний датский король из династии Свена II Эстридсена
- Пьянчи I из Таунгу[англ.] — король Таунгу (Бирма) (1367—1375)
- Аничино ди Бонгардо[итал.] — итальянский кондотьер немецкого происхождения, организатор компании Звезды (1364)

## Ноябрь
- 1 ноября — Томас де Грандисон — 4-й и последний барон Грандисон (1369—1375).
- 11 ноября — Эдвард ле Диспенсер (39) — 1/5-й барон ле Диспенсер (1357—1375), лорд Гламорган (1349—1375), английский военачальник во время Столетней войны.
- 12 ноября — Иоганн Генрих (53) — граф Тироля (1335—1341), маркграф Моравии (1349—1375).
- 22 ноября — Адельхейд Лангман[нем.] — монахиня и писательница-мистик

## Декабрь
- 19 декабря — Гомес Манрике[англ.] — епископ Туи—Виго (1348—1351), Архиепископ Сантьяго-де-Компостелы (1351—1362), архиепископ Толедо (1362—1375)
- 21 декабря — Джованни Боккаччо — итальянский писатель и поэт, представитель литературы эпохи Раннего Возрождения

## Дата неизвестна или требует уточнения
- Адитьяварман[англ.] — основатель и первый король королевства Малаяпура (Пагаруюнг)[англ.] на Суматре (1347—1375)
- Бланка Кастильская[англ.] — единственная дочь и наследница кастильского инфанта Педро Кастильского, сеньора де Камерос.
- Генрих из Мюнхена, немецкий хронист, предполагаемый автор рифмованной «Всемирной Хроники».
- Ричард Дамори, английский аристократ, 2-й барон Дамори (1330—1375).
- Паоло Альбойно делла Скала — подеста Вероны из династии Скалигеров (1351—1365), убит в заточении по приказу брата Кансиньорио делла Скала.
- Принцесса Деоньен[англ.] — монгольская принцесса, королева-консорт Корё (1330—1332, 1339—1344) жена вана Корё Чхунхе, регент Корё (1344—1348)
- Джованни ди Казали — итальянский философ и богослов.
- Джованни Малабайла[итал.] — епископ Тревизо (1351—1354), епископ Асти (1354—1375)
- Джованни III Малатеста[итал.] — итальянский кондотьер
- Маргарет Драммонд — королева-консорт Шотландии (1364—1369), вторая жена короля Шотландии Давида II Брюса.
- Жан де Лузиньян — государственный и военный деятель Кипрского королевства, третий сын короля Гуго IV де Лузиньяна, регент (1362—1365, 1369—1372) и коннетабль королевства (1358—1375), один из предводителей кипрских войск в кипро-генуэзской войне 1373—1374 годов. Титулярный князь Антиохии (с 1345). Казнён по приказу Элеоноры Арагонской.
- Ибн аш-Шатир — арабский астроном.
- Иуда Москони, еврейский философ, раввин и учёный.
- Кокэ-Тэмур — монгольский военачальник династии Юань
- Коломан де Анжу[исп.] — незаконнорожденный сын короля Венгрии Карла Роберта, епископ Дьёра (1337—1375)
- Куайва[англ.] — верховный вождь Гавайских островов (1345—1375)
- Лацко — воевода Молдавского княжества (1368—1375)
- Липпо Ванни — итальянский художник Сиенской школы
- Лливелин ап Мадог[англ.] — епископ Сент-Асафа (1357—1375).
- Уолтер Пейвли — английский рыцарь, участник Столетней войны, один из основателей ордена Подвязки.
- Ричард Пембридж[англ.] — английский участник Столетней войны, один из первых назначенных рыцарей Ордена Подвязки.
- Томас Пойнингс, английский аристократ, 2-й барон Пойнингс (1369—1375)
- Руи Диас де ла Вега[исп.] — гроссмейстер ордена Алькантара (1371—1375)
- Сакьяпа Сонам Гьялцен — тибетский историк, монах школы Сакьяпа, автор исторического труда «Чистое зерцало царских родословных»
- Таддеа да Каррара[итал.] — дочь правителя Падуи Якопо I да Каррара, жена подесты Вероны Мастино II делла Скала (1328—1351)
- Теноч[англ.] — ацтекский правитель Мексики, основатель Теночтитлана
- Томас Минот[англ.], лорд-казначей Ирландии (1362—1364), архиепископ Дублина (1363—1375)
- Томас Телегди[англ.] — венгерский прелат, епископ Чанада (1350—1358), архиепископ Калочи (1358—1367), Архиепископ Эстергома (1367—1375)
- Франк ван Халлен[англ.] — брабантский солдат на службе короля Англии Эдуарда III, сенешаль Гаскони, кавалер ордена Подвязки
- Хаджи-Черкес — хан Золотой Орды (1374—1375)
- Шри Рана Викрама[англ.] — раджа Сингапура (1362—1375).
- Эдмонд Альбанах де Бург — англо-ирландский дворянин и предводитель, первый вождь клана Мак Уильям Иохтар (1332—1375).

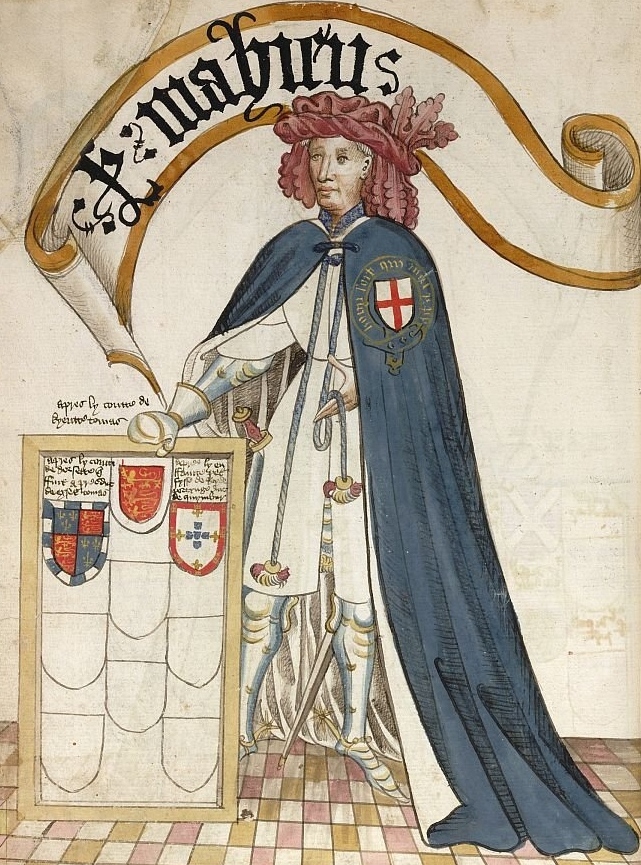
Моун, Джон, 2-й барон Моун
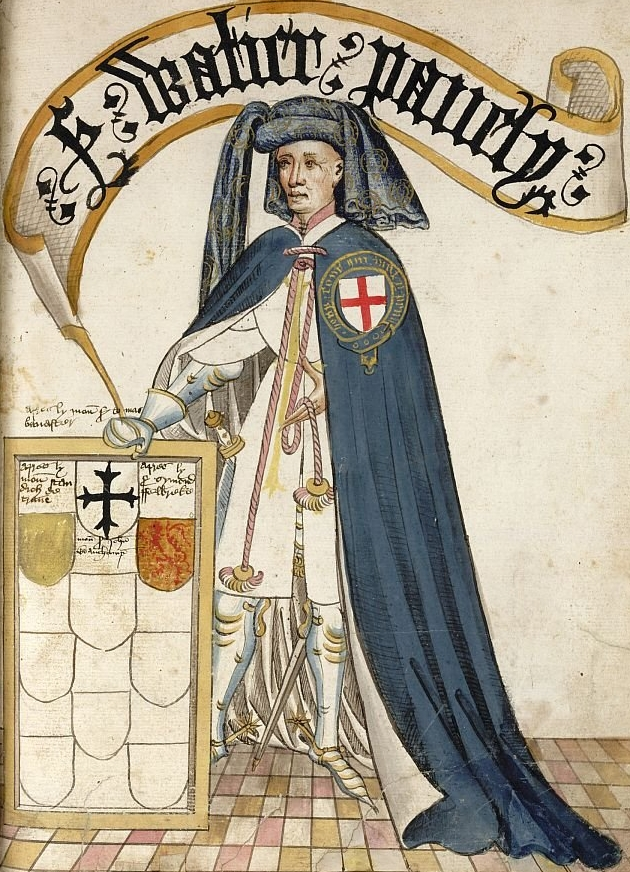
Уолтер Пейвли